# Tres Lagos
Tres Lagos est une localité rurale argentine située dans le département de Lago Argentino, dans la province de Santa Cruz.

## Démographie
La localité compte 282 habitants (Indec, 2010), soit 114 femmes et 168 hommes ; ce qui représente une augmentation de 51 % par rapport au précédent recensement de 2001 qui comptait 186 habitants.

## Histoire
La localité est située au cœur des lacs du sud de la Patagonie. Depuis les temps anciens, cet endroit était utilisé par les aborigènes, pour être équidistant dans le transfert de leur bétail, pour migrer vers des zones au climat plus favorable. Son origine en tant que colonie remonte aux premières années du XXe siècle, lorsque les chariots chargés de laine provenant des immenses estancias de la région du lac Argentino, du lac Viedma et du lac San Martin, sur la Cordillère des Andes, se rendaient à Comandante Luis Piedrabuena (sur la route nationale 3, juste avant Puerto Santa Cruz) et revenaient chargés de provisions.
Les énormes distances, associées à l'inexistence de routes et de ponts, ont fait que le voyage a duré près d'un mois. La nécessité d'assurer l'hébergement et le ravitaillement des voyageurs ainsi que le fourrage pour les animaux de trait a conduit à la formation de petits hameaux.
En 1925, M. Fausto Vallina s'est établi avec une forge, donnant naissance au village, qui s'appelait initialement Piedra Clavada, en raison de sa proximité avec le monument naturel du même nom. En 1937, il reçoit la reconnaissance institutionnelle en tant que village, ainsi que le nouveau nom de Tres Lagos (Trois Lacs), lié au carrefour qui mène aux lacs Argentino, Viedma, Tar et San Martín ; la première école, le juge de paix et une dépendance de la police territoriale de l'époque sont également créés. Il y avait aussi une épicerie, appartenant à la famille Alquinta. Elle a été officiellement fondée en tant que localité le 3 août 1973, par une loi provinciale.